# Международный черноморский клуб
Международный черноморский клуб (МЧК) — международная неправительственная общественная организация. Имеет статус наблюдателя при Организации черноморского экономического сотрудничества и консультативный статус при Экономическом и социальном совете ООН. МЧК является также членом Международного союза местных властей и Европейского совета малого бизнеса.
Клуб создан 5 декабря 1992 года на I Ассамблее в Одессе для укрепления и развития делового сотрудничества между городами-портами стран Черноморского бассейна.

## Президенты
- 1992—1995 — Христо Кирчев (мэр Варны)
- 1995—1998 — Эдуард Гурвиц (городской голова Одессы)
- 1998—2003 — Сергей Шило (мэр Таганрога)
- 2003—2005 — Владимир Чайка (городской голова Николаева)
- 2005—2008 — Волкан Джаналиоглу (мэр Трабзона)
- 2008—2011 — Константин Симитсис (мэр Кавалы)
- 2012—2014 — Сергей Бездольный (мэр Азова)

## Исполнительные директора
- 2008—2011 — Михалис Хрисомаллис (Кавала)
- 2012—2014 — Евгений Мамичев (Азов)

## Генеральный секретарь
- 1992—2014 — Радул Ковачев (Варна)

## Города − члены клуба
- Бургас, Варна
- Кавала, Пирей, Салоники
- () Сухум
- Батуми, Поти
- () Тирасполь
- Азов (1995), Таганрог (1992), Ростов-на-Дону (2008), Анапа (2010), Темрюкский район (2010), Туапсе (2011)
- Галац (1994), Констанца
- Измит, Трабзон, Самсун (1993)
- Черноморск, Мариуполь, Николаев, Одесса, Херсон, Южное (1995)
- Севастополь[1] (2000), Феодосия[1], Ялта[1]